# Анастасия Димитрова-Божикова
Анастасия Димитрова, по мъж Божикова, е българска оперна певица, сопрано, наричана примадона на Скопската опера.

## Биография
Родена е на 16 ноември 1940 година в Перник. Започва да пее в хор „Бодра смяна“. В 1962 година завършва пеене в Софийската музикална академия, а след това продължава обучението си в Загребската музикална академия.
В началото на 1964 година става членка на Народния театър в Скопие. В 1965 година Димитрова печели трето място на Югославския конкурс за млади музикални артисти в Любляна. В същата 1965 година Димитрова играе първата си голяма роля – Абигайл в „Набуко“ от Верди на сцената на Народния театър в Скопие. Репортер на английското списание „Опера“, който по това време е в Скопие, пише за Димитрова, че „гласът на младата певица сопрано напомня на гласа на младата Рената Тебалди“.
След успешната премиера в Скопския театър в операта „Набуко“ тя печели два оперни конкурса – в Барселона и „Верди-конкурс“ в Бусето, Италия, което отваря пътя на Димитрова към други оперни сцени, главно в тогавашна Югославия – освен в Скопие, в Загреб, Белград, Риека. Гостува и на сцената на Софийската национална опера.
След Скопие Димитрова-Божикова заминава за Загреб със съпруга си, оперния бас Георги Божиков, където има договор от 1966 година. Димитрова-Божикова прекратява договора си в 1968 година, но се завръща в Загреб в 1971 година като гостуваща певица.
В 1972 година Анастасия Божикова възстановява бащиното си име Димитрова. В същата година пее в ролята на Абигайл на фестивала „Сплитско лято“. На 29 юли Радио Загреб излъчва директно представлението, като гостуващ диригент от Женева е Пиер Коломбо. На 18 юли 1972 година сплитският всекидневник „Свободна Далмация“ пише отзива: „Сюрпризът на представлението е примадоната на Скопската опера Анастасия Божикова, която представи много прецизно изучената белкантова роля на Абигайл с достатъчна вокална мощ, внушителна фигура и изразителна актьорска игра“.
Анастасия Димитрова става постоянно гостуваща певица на фестивала „Сплитско лято“.
В 1986 година гастролира в Люксембург с ролята на Норма заедно със Загребската опера.
Умира на 14 май 2015 година в София.